# 제8군사경찰여단
제8군사경찰여단(8th Military Police Brigade)은 미국 육군 군사경찰여단이다. 현재 하와이주 스코필드 막사에 본부를 두고, 제8전구지원사령부 예하 부대로서 태평양 지역을 담당하고 있다. 별명은 "Watchdogs→감시견", 표어는 "Find the Truth→진실을 찾다"

## 역사

### 6.25 전쟁
한국 전쟁이 발발하고 1951년 초에 15만명이 넘는 공산주의 집단의 전쟁포로를 수용하고 있었는데, 폭동과 폭력시위가 끊이지 않았다. 그해 10월에 임시 제8137군사경찰단(8137th Military Police Group (Provisional))으로 창설되었다. 단은 전쟁이 끝날때까지 이들을 통제하였다.

### 베트남 전쟁
1967년 4월 8일, 육군 정규군으로서 제8군사경찰단, HHD로 설계되어 7월 26일 창설되었다가, 짦은 활동을 하고 12월 18일 캔자스주, 포트 라일리에서 해산하였다.
1968년 4월 24일, 제18군사경찰여단 예하 범죄 수사 부대로서 제89군사경찰단과 함께 베트남 공화국, 롱 빈에서 재소집되었다. 철수할 때까지 수도인 사이공을 제외한 전 지역에서의 군사 범죄를 수사하였다.
1969년 11월 12일, 고유 부대 휘장을 수여받았다.
1970년 1월 22일 본부가 제8군사경찰단, 본부 및 본부중대로 재편성되었다.
1972년 6월 1일, 미국 육군 범죄수사소, 베트남 야전사무국으로 재편성되어, 여단은 편제표에서 내려졌다.

### 주한 미군
1984년 4월 16일, 한반도에 주둔하는 비사단 예속 군사경찰부대의 임시여단으로 지정되었다. 전시에 소집되는 부대로서 캠프 워커의 제728군사경찰대대, 캠프 마켓의 제55군사경찰중대, 용산기지의 제142군사경찰중대, 캠프 레드 클라우드의 제3군사경찰파견대, 주한 군사경찰파견대가 여단 소속 부대로 지정되었다. 그러나 임시부대이기에 완전한 기능을 발휘하지 못했다.
1995년, 주한 군사경찰여단의 구상계획이 세워졌다. 여단은 이듬해 1996년 4월 16일 대한민국 서울특별시 용산구에 있는 용산기지에서 제94군사경찰대대와 제8군사경찰여단으로서 재소집되었다. 그리고 어깨 소매 휘장도 수여받았다.
2006년 6월 27일, 제728군사경찰대대 예하 2개 중대인 캠프 캐롤의 제57군사경찰중대, 캠프 하야리아의 제552군사경찰중대가 이라크 전쟁에 투입되어, 한반도를 떠났다. 15개월간 총인원 120명이 모술에 주둔한다. 7월, 미국 육군의 전체적인 개편에 따라 여단과 예하 부대는 하와이 주, 스코필드 막사로 옮겨가, 새로이 창설되는 제8전구지원사령부 예하부대로 재편성되었다. 제94군사경찰대대는 한반도에 남아 제19원정지원사령부 예하에 편성되었다.

### 이라크 전쟁
2008년 중순에 여단 본부가 제18군사경찰여단과 교대하여 이라크 자유 작전의 지원을 위해 12개월간 이라크에 전개하고 2009년 10월에 귀환하였다.

## 부대

### 현재
- 제728군사경찰대대; 1951년 10월 ~ 1953년, 1984년 4월 16일 ~ 현재
- 제71화학중대; ? ~ 현재

### 과거
- 제94군사경찰대대; 1984년 4월 16일 ~ 2006년 7월
- 제55군사경찰중대; 1984년 4월 16일 ~ 1996년 4월 16일, 94군사경찰대대에 예속 전환.
- 제142군사경찰중대; 1984년 4월 16일 ~ 1996년 4월 16일, 94군사경찰대대에 예속 전환.
- 제3군사경찰파견대
- 주한 군사경찰파견대

## 기록

### 소속
- 제18군사경찰여단, 1967년 4월 8일
- 제8군, 1984년 4월 16일
- 제8전구지원사령부, 2006년 7월

### 계보
- 1967년 4월 8일, Headquarters and Headquarters Detachment, 8th Military Police Group
정규군 배정
→제8군사경찰단, 본부 및 본부분견대
- 1970년 1월 22일, Headquarters and Headquarters Company, 8th Military Police Group
→제8군사경찰단, 본부 및 본부중대
- 1996년 4월 16일, Headquarters and Headquarters Company, 8th Military Police Brigade
→제8군사경찰단, 본부 및 본부분견대

### 전역
| 스트리머    | 내역 |
| ----------- | --- |
| 베트남 전쟁 | - 구정 대공세 - 반격, 제4(IV)단계 - 반격, 제5(V)단계 - 반격, 제6(VI)단계 - 69년 구정 반격 - 1969년 하계-추계 - 1970년 동계-춘계 - 성소 반격 - 반격, 제7(VII)단계 - 제1(I)차 통합 - 제2(II)차 통합 - 사격 중지 |

### 스트리머
| 스트리머                          | 내역                    |
| --------------------------------- | ----------------------- |
| 육군 공로부대표창                 | 베트남, 1968년 ~ 1969년 |
| 베트남 공화국 용맹십자장과 종려잎 | 베트남, 1968년 ~ 1972년 |

## 참고
1. ↑  “8th Military Police Brigade: Distinctive Unit Insignia”. 《The Institute of Heraldry》 (영어). 2020년 11월 16일에 원본 문서에서 보존된 문서. 2016년 12월 6일에 확인함.
2. ↑  “8th Military Police Brigade: Shoulder Sleeve Insignia”. 《The Institute of Heraldry》 (영어). 2024년 7월 15일에 원본 문서에서 보존된 문서. 2016년 12월 6일에 확인함.
3. ↑  “대구주둔 美 57헌병중대 이라크 배치”. 매일신문. 연합뉴스. 2006년 6월 28일. 2016년 12월 5일에 확인함.
4. ↑  Fisher, Franklin (2004년 10월 21일). “South Korea-based MPs on way to Iraq” (영어). 스타스 앤 스트립스. 2016년 12월 6일에 확인함.
5. 1 2  Kakesako, Gregg K. (2006년 6월 28일). “Schofield soldier dies in Iraq” (영어). Sar-Bulletin. 2016년 12월 5일에 확인함.
6. ↑  “8th Theater Sustainment Command Full Operational Capability” (영어). Public affair office, 8th Theater Sustainment Command. 2009년 5월 20일. 2016년 12월 6일에 확인함.
7. ↑  Blottenberger, Daniel (2008년 8월 3일). “MP Brigades Complete Mission Recon” (영어). NewsBlaze. 2016년 12월 6일에 확인함.

- “Headquarters and Headquarters Company, 8th Military Police Brigade” (영어). Center of Military History. 2007년 10월 1일. 2020년 9월 19일에 원본 문서에서 보존된 문서. 2016년 12월 6일에 확인함.